# Blood of the Nations
Blood of the Nations es el duodécimo álbum de estudio de la banda alemana de heavy metal Accept, publicado en 2010 por Nuclear Blast. Es la primera producción desde Predator de 1996 y el primero con el vocalista Mark Tornillo, que a su vez lo convierte en el primer disco sin Udo Dirkschneider desde Eat the Heat de 1989. De igual manera, su publicación marcó el regreso de la banda ya que en 1997 se disolvieron.

## Antecedentes
A mediados de 2009, la banda informó su regreso al mercado musical con Hoffmann y Frank como guitarristas, Baltes en el bajo y Schwarzmann en la batería. No obstante, Dirkschneider no llegó a un acuerdo con el resto de la banda y debido a ello contrataron al estadounidense Mark Tornillo de TT Quick como nuevo vocalista. En el mismo año  publicaron vía streaming dos samples de «Balls to the Wall» y «Flash Rocking Man», que fueron registradas el 26 de abril en los Shorefire Recording Studios de Nueva Jersey y que fueron los primeras grabaciones hechas por esta nueva alineación.
Blood of the Nations fue anunciado en febrero de 2010 y en mayo se publicó el video del tema «Teutonic Terror», con el objetivo de promocionar su nuevo álbum de estudio. El 21 de mayo de 2010 el video logró el puesto 5 en la lista mundial de videos en Myspace y alcanzó el primer lugar en la lista global de metal del mismo sitio. Además, cabe señalar que «Teutonic Terror» ganó en la categoría mejor himno de metal, entregado por la edición alemana de Metal Hammer en 2011.

## Recepción
Tras su publicación recibió reseñas positivas de la prensa especializada. En la revisión realizada por el sitio Blabbermouth se comentó: «Blood of the Nations es la inyección de energía que los fanáticos del heavy metal tradicional necesitábamos» e incluso, lo consideraron como uno de los mejores discos de 2010. Greg Prato de Allmusic lo nombró como el gran retorno de la banda y mencionó: «El grupo ha creado un álbum que sin duda está a la altura de sus días de gloria, entre el principio y mediados de los ochenta». Por su parte, uno de los editores del sitio Metal Underground consideró: «con Blood of the Nations, Accept ha creado un álbum más que aceptable, es fenomenal». Sumado a las buenas críticas, fue votado como el mejor álbum de regreso del año según una votación realizada por los televidentes del programa That Metal Show de VH1. Por su parte, la revista finlandesa Metal Schock lo nombró como el mejor álbum de regreso de toda la historia del heavy metal.
Junto a las buenas críticas que recibió, el álbum logró ingresar en varias listas musicales del mundo generalmente dentro de los top 100. En Alemania alcanzó el cuarto lugar en el conteo musical, que lo convirtió en su álbum mejor posicionado en la lista de su propio país hasta entonces. Por su parte, se ubicó en el puesto 187 en los Billboard 200 de los Estados Unidos tras vender más de 2900 copias durante la primera semana de su publicación, posicionándose como el primer disco de la banda en ingresar en dicha lista desde Eat the Heat de 1989.

## Lista de canciones
Todas las canciones escritas por Hoffmann, Baltes y Tornillo, a menos que se indique lo contrario.

| N.º | Título                 | Escritor(es)    | Duración |  |
| 1.  | «Beat the Bastards»    |                 | 5:24     |  |
| 2.  | «Teutonic Terror»      |                 | 5:13     |  |
| 3.  | «The Abyss»            |                 | 6:53     |  |
| 4.  | «Blood of the Nations» |                 | 5:37     |  |
| 5.  | «Shades of Death»      |                 | 7:32     |  |
| 6.  | «Locked and Loaded»    |                 | 4:28     |  |
| 7.  | «Kill the Pain»        |                 | 5:47     |  |
| 8.  | «Rollin Thunder»       | Tornillo, Frank | 4:54     |  |
| 9.  | «Pandemic»             |                 | 5:36     |  |
| 10. | «New World Comin»      |                 | 4:50     |  |
| 11. | «No Shelter»           |                 | 6:04     |  |
| 12. | «Bucket Full of Hate»  |                 | 5:12     |  |

| Pistas adicionales solo para Japón |                                                             |          |  |
| N.º                                | Título                                                      | Duración |  |
| 13.                                | «Time Machine» (pista adicional también en versión digipak) | 5:25     |  |
| 14.                                | «Land of the Free»                                          | 4:51     |  |

## Posicionamiento en listas semanales
| País            | Lista                  | Posición |
| --------------- | ---------------------- | -------- |
| Alemania        | Media Control Charts   | 4        |
| Suecia          | Sverigetopplistan      | 7        |
| Hungría         | Top 40 Album           | 7        |
| Finlandia       | Yleisradio             | 9        |
| Suiza           | Swiss Music Charts     | 15       |
| Austria         | Ö3 Austria Top 40      | 19       |
| Estados Unidos  | Top Hard Rock Albums   | 19       |
| República Checa | Albums - Top 100       | 27       |
| Estados Unidos  | Top Independent Albums | 41       |
| Bélgica         | Ultratop (Valonia)     | 59       |
| Francia         | French Albums Chart    | 72       |
| Japón           | Japan Albums Chart     | 74       |
| España          | Top 100 Álbumes        | 78       |
| Estados Unidos  | Billboard 200          | 187      |

## Músicos
- Mark Tornillo: voz
- Wolf Hoffmann: guitarra eléctrica
- Herman Frank: guitarra eléctrica
- Peter Baltes: bajo
- Stefan Schwarzmann: batería